# Джан Абаза
Джан Абаза (англ. Jan Abaza; нар. 1 березня 1995) — колишня американська тенісистка.
Найвищу одиночну позицію світового рейтингу — 374 місце досягла 5 серпня 2013, парну — 138 місце — 20 липня 2015 року.
Здобула 2 одиночні та 9 парних титулів туру ITF.

## Фінали ITF

### Одиночний розряд (2–1)
| Легенда          |
| ---------------- |
| Турніри $100,000 |
| Турніри $75,000  |
| Турніри $50,000  |
| Турніри $25,000  |
| Турніри $10,000  |

| Фінали за покриттям |
| ------------------- |
| Тверде (2–1)        |
| Ґрунт (0–0)         |
| Трава (0–0)         |
| Килим (0–0)         |

| Результат | Ранг | Дата           | Турнір                   | Покриття | Суперниця          | Рахунок          |
| --------- | ---- | -------------- | ------------------------ | -------- | ------------------ | ---------------- |
| Перемога  | 1.   | 23 червня 2014 | ITF Шарм-еш-Шейх, Єгипет | Тверде   | Десіпна Папаміхаїл | 6–2, 3–6, 6–4    |
| Поразка   | 1.   | 30 червня 2014 | ITF Шарм-еш-Шейх, Єгипет | Тверде   | Елені Кордолаймі   | 6–7(1), 6–3, 5–7 |
| Перемога  | 2.   | 7 липня 2014   | ITF Шарм-еш-Шейх, Єгипет | Тверде   | Полін Пає          | 6–4, 6–4         |

### Парний розряд (9–7)
| Легенда          |
| ---------------- |
| Турніри $100,000 |
| Турніри $75,000  |
| Турніри $50,000  |
| Турніри $25,000  |
| Турніри $10,000  |

| Фінали за покриттям |
| ------------------- |
| Тверде (6–3)        |
| Ґрунт (3–4)         |
| Трава (0–0)         |
| Килим (0–0)         |

| Результат | Ранг | Дата            | Рівень   | Турнір                     | Покриття | Партнерка           | Суперниці                             | Рахунок             |
| --------- | ---- | --------------- | -------- | -------------------------- | -------- | ------------------- | ------------------------------------- | ------------------- |
| Перемога  | 1.   | 21 травня 2012  | 10,000   | ITF Самтер, США            | Тверде   | Нікола Слейтер      | Елізабет Ферріс Хібі Майо             | 7–6(1), 6–3         |
| Поразка   | 1.   | 4 лютого 2013   | 25,000   | ITF Ранчо-Міраж, США       | Тверде   | Луїза Чиріко        | Тара Мур Мелані Саут                  | 6–4, 2–6, [10–12]   |
| Поразка   | 2.   | 4 березня 2013  | 10,000   | ITF Гейнсвілл, США         | Ґрунт    | Нікол Робінсон      | Ліндсі Гарденберг Ноелл Гікі          | 3–6, 4–6            |
| Перемога  | 2.   | 29 квітня 2013  | 50,000   | ITF Індіан-Гарбор-Біч, США | Ґрунт    | Луїза Чиріко        | Ейжа Мугаммад Еллі Вілл               | 6–4, 6–4            |
| Перемога  | 3.   | 8 липня 2013    | 50,000   | ITF Якіма, США             | Тверде   | Еллі Вілл           | Наомі Броді Ірина Фалконі             | 7–5, 3–6, [10–3]    |
| Поразка   | 3.   | 13 січня 2014   | 25,000   | ITF Порт-Сент-Люсі, США    | Ґрунт    | Луїза Чиріко        | Река Луца Яні Ірина Хромачова         | 4–6, 4–6            |
| Поразка   | 4.   | 28 квітня 2014  | 50,000   | ITF Індіан-Гарбор-Біч, США | Ґрунт    | Саназ Маранд        | Ейжа Мугаммад Тейлор Таунсенд         | 2–6, 1–6            |
| Поразка   | 5.   | 23 червня 2014  | 10,000   | ITF Шарм-еш-Шейх, Єгипет   | Тверде   | Ола Абу Зекрі       | Маґалі Кемпен Анна Моргіна            | 4–6, 6–3, [2–10]    |
| Перемога  | 4.   | 30 червня 2014  | 10,000   | ITF Шарм-еш-Шейх, Єгипет   | Тверде   | Ола Абу Зекрі       | Елені Кордолаймі Деспойна Воґасарі    | 6–4, 3–6, [10–7]    |
| Перемога  | 5.   | 7 липня 2014    | 10,000   | ITF Шарм-еш-Шейх, Єгипет   | Тверде   | Анастасія Шаульська | Жаклін Крістіан Аквіле Паражинскайте  | 6–4, 6–3            |
| Перемога  | 6.   | 15 вересня 2014 | 75,000   | ITF Альбукерке, США        | Тверде   | Мелані Уден         | Ніколь Меліхар Еллі Вілл              | 6–2, 6–3            |
| Поразка   | 6.   | 1 грудня 2014   | 25,000+H | ITF Мерида, Мексика        | Тверде   | Сюй Цзеюй           | Татьяна Марія Рената Сарасуа          | 6–7(1), 1–6         |
| Поразка   | 7.   | 12 січня 2015   | 25,000   | ITF Плантейшен, США        | Ґрунт    | Саназ Маранд        | Ірина Хромачова Ейжа Мугаммад         | 2–6, 2–6            |
| Перемога  | 7.   | 19 січня 2015   | 25,000   | ITF Дейтона-Біч, США       | Ґрунт    | Саназ Маранд        | Елісе Мертенс Аранча Рус              | 6–4, 3–6, [10–6]    |
| Перемога  | 8.   | 11 травня 2015  | 25,000   | ITF Ралі, США              | Ґрунт    | Юстина Єгйолка      | Жаклін Како Саллі Пірс                | 7–6(7), 4–6, [10–7] |
| Перемога  | 9.   | 26 жовтня 2015  | 50,000   | ITF Мейкон, США            | Тверде   | Вікторія Голубич    | Паула Крістіна Гонсалвеш Саназ Маранд | 7–6(3), 7–5         |